# 卡斯特洪德托尔诺斯
卡斯特洪德托尔诺斯，是西班牙阿拉贡自治区特鲁埃尔省的一个市镇。总面积31平方公里，总人口92人（2001年），人口密度3人/平方公里。